# Великий замисел (книга)
Великий замисел (англ. The Grand Design) — науково-популярна книга, написана фізиками Стівеном Гокінгом і Ленард Млодіновим і видана Bantam Books у 2010 році. Книга розглядає історію наукових знань про Всесвіт і пояснює одинадцятивимірну М-теорію. Автори книги зазначають, що єдиної теорії поля може не існувати, а остаточна теорія може виявитися об'єднанням кількох різних теорій, кожна з яких застосовна в своїй обмеженій області. Також автори наполягають на тому, що закони фізики дозволяють спонтанне виникнення Всесвіту, що робить Бога як творця непотрібним.
Книга отримала змішані відгуки критиків. Її хвалили за глибину, але критикували за надмірну глобальність і недостатню обґрунтованість її висновків. Частина критики також була спрямована в бік самої M-теорії, яку автори обрали на роль остаточної теорії всього. Вже за кілька днів після публікації у США книга стала бестселером номер один на Amazon.com, а першого ж дня після публікації у Великій Британії стала другим бестселером на Amazon.co.uk. У вересні–жовтні 2010 року книга очолювала список нехудожніх книг для дорослих у списку нехудожніх бестселерів «Нью-Йорк таймс».

## Зміст
Книга розглядає історію наукових знань про Всесвіт. Вона починається з розгляду поглядів давньогрецьких філософів, які стверджували, що природа діє за власними законами, а не за волею богів. Далі книга обговорює роботу Миколая Коперника, який наполягав, що Земля не знаходиться в центрі Всесвіту.
Книга використовує для пояснень багато прикладів з повсякденного життя, міфології або історії, як-от скандинавські легенди про Сколля та Гаті, фільм «Матриця», геоцентрична модель Птолемея.
Потім автори описують квантову механіку, використовуючи для ілюстрації рух електрона по кімнаті. Одні рецензенти назвали пояснення легкими для розуміння, а інші — місцями «незбагненними».
Головне твердження книги полягає в тому, що квантова механіка та теорія відносності разом допомагають нам зрозуміти, як виник Всесвіт. При цьому немає потреби припускати існування Бога, бо Великий вибух є наслідком лише законів фізики. Автори пишуть, що за допомогою гравітації «Всесвіт може й буде утворюватись з нічого», і що «немає необхідності вдаватися до Бога, щоб підпалити гнотик і запустити Всесвіт». У відповідь на критику цих його поглядів Гокінг казав: «Не можна довести, що Бога не існує, але наука робить Бога непотрібним».
Автори пояснюють, що, як наша Земля є лише однією з кількох планет у Сонячній системі, а наша галактика Чумацький Шлях є лише однією з багатьох галактик, так само наш Всесвіт може бути лише одним із величезної кількості всесвітів.
Книга завершується твердженням, що лише деякі всесвіти в мультивсесвіті здатні підтримувати життя, і що ми знаходимося саме в одному з придатних для життя всесвітів. Згідно з антропним принципом, саме у всесвітах з придатними для життя законами з'являться розумні істоти, здатні спостерігати ці закони.

## Відгуки

### Позитивні відгуки
Біолог-еволюціоніст і атеїст Річард Докінз привітав позицію Гокінга і сказав, що «дарвінізм викинув Бога з біології, але фізика залишалася більш невизначеною. Зараз Гокінг завдав їй удару милосердя».
Фізик-теоретик Шон Керролл у «Волл-стріт джорнел» описав книгу як спекулятивну, але амбітну: «Важливим уроком „Великого замислу“ є не стільки конкретна обстоювана теорія, скільки відчуття того, що наука здатна відповідати на глибокі питання „Чому?“, які є частиною фундаментальної людської цікавості».
Космолог Лоуренс Краусс у статті «Наш спонтанний Всесвіт» писав: «Якщо наш Всесвіт справді виник спонтанно з абсолютного нічого, можна було б передбачити, що його загальна енергія дорівнюватиме нулю. І коли ми вимірюємо загальну енергію Всесвіту, яка могла бути будь-якою, відповідь виявляється саме тією, яка узгоджується з цією гіпотезою. Збіг? Можливо. Але такі дані, які надходять завдяки нашим революційним новим інструментам, дають підстави сподіватися, що багато з того, що нині належить до метафізики, стане частиною фізики. Чи переживе це Бог — покаже час».
Джеймс Трефіл, професор фізики в Університеті Джорджа Мейсона, відзначив у своїй рецензії для «Вашингтон пост»: «Я довго чекав на цю книгу. Вона порушує найглибші питання сучасної космології без жодного рівняння. Читач зможе пройти через це, не загрузнувши в технічних деталях, і, я сподіваюся, це пробудить його або її апетит до книг з глибшим технічним змістом. І хто знає? Можливо, врешті-решт, ідея мультивсесвіту справді виявиться правильною!»
Журналіст Canada Press Карл Гартман сказав: «Космологи, люди, які вивчають весь космос, захочуть прочитати нову книгу британського фізика й математика Стівена Гокінга. „Великий задум“ може загострити апетит до відповідей на запитання на кшталт „Чому є щось, а не ніщо?“ та „Чому ми існуємо?“ — запитання, які турбували мислячих людей щонайменше з часів давніх греків».
Майкл Муркок у «Лос-Анджелес Таймс» похвалив авторів: «їхні аргументи справді наближають нас до того, щоб побачити наш світ, всесвіт і мультивсесвіт у термінах, які попереднє покоління легко могло б відкинути як надприродні. Ця лаконічна, легко засвоювана книга, можливо, виграла б від зменшення кількості сухих академічних місць, але Гокінг і Млодінов вмістили в неї безліч ідей і залишили нам чіткіше розуміння сучасної фізики в усій її надихаючій складності».
Німецька щоденна газета «Süddeutsche Zeitung» присвятила «The Grand Design» цілу першу сторінку свого розділу про культуру. На ній фізик CERN і письменник Ральф Бент розглядає історію теорії всього від XVIII століття до М-теорії та відзначає висновок Гокінга щодо існування Бога як дуже гарний жарт, який він щиро вітає.
З дещо протилежного боку книгу схвалював і автор бестселерів з альтернативної медицини Діпак Чопра, який сказав в інтерв'ю CNN: «Ми маємо привітати Леонарда та Стівена за те, що вони нарешті, нарешті, зробили свій внесок у повалення забобонного матеріалізму. Тому що все, що ми називаємо матерією, походить із цієї невидимої сфери, яка знаходиться поза простором і часом. Увесь релігійний досвід ґрунтується лише на трьох основних фундаментальних ідеях… І ніщо в книзі не скасовує жодної з цих трьох ідей».

### Критичні відгуки
Джон Леннокс, професор математики Оксфордського університету, заявив, що «нісенітниця залишається нісенітницею, навіть коли її говорять всесвітньо відомі вчені». Він вказує на декілька суперечливих елементів у центральному твердженні тексту, а також на багато логічних помилок, зроблених у книзі, яка стверджує, що «філософія мертва».
Роджер Пенроуз у статті у «Файненшл таймс» сумнівається, що цей підхід може принести адекватне розуміння, і вказує, що «на відміну від квантової механіки, М-теорія взагалі не має жодної спостережної підтримки». Джо Сілк у «Science» припускає, що «тут би не завадила деяка скромність… Я очікую, що М-теорія здаватиметься космологам майбутнього такою ж наївною, як нам зараз космологія Піфагора про гармонію сфер».
Джеральд Шредер у книзі «Створення Великого вибуху: Бог або закони природи» пояснює: «Створення Всесвіту у Великому вибуху могло відбутися без допомоги Бога, якщо закони природи виникли до появи Всесвіту. Наше уявлення про час починається зі створення Всесвіту. Тому, якщо закони природи створили Всесвіт, ці закони повинні були існувати раніше; тобто закони природи були б поза часом. Тоді б Всесвіт створили абсолютно нефізичні закони, які б існували поза часом. Цей опис може звучати дещо знайомо. Дуже схоже на біблійне уявлення про Бога: нефізичного, позачасового, здатного створити Всесвіт».
Дуайт Гарнер у «Нью-Йорк таймс» критично оцінив книгу, сказавши: «Справжня новина „Великого замислу“ полягає в тому, наскільки розчаровуюче слабким і невишуканим він є. Стриманий і щирий голос, яким містер Гокінг так привабливо користувався в „Короткій історії часу“, тут замінений голосом, який то поблажливий, це містер Роджерс пояснює малюкам дощові хмари, то незрозумілий».
Крейг Каллендер у «New Scientist» не був переконаний теорією, яку просуває книга: «М-теорія… далека від завершення. Але це не заважає авторам стверджувати, що вона пояснює таємниці буття… Проте за відсутності теорії це не більше ніж здогад, приречений — допоки ми не почнемо спостерігати, як виникають всесвіти, — залишатися неперевіреним. Урок полягає не в тому, що ми стоїмо перед вибором між Богом і мультивсесвітом, а в тому, що ми не повинні сходити з рейок першій же ознаці збігів».
Пол Девіс у «Ґардіан» критикує книгу за те, що, пояснюючи світ метазаконами, книга не пояснює походження самих метазаконів — «вічних, незмінних трансцендентних сутностей, які просто існують і мають бути просто прийняті як даність».
Марсело Глейзер у статті «Гокінг і Бог: близькі стосунки» заявив, що «розгляд остаточної теорії суперечить самій суті фізики, емпіричної науки, яка базується на поступовому зборі даних. Оскільки у нас немає інструментів, здатних виміряти всю природу, ми ніколи не можемо бути впевнені, що у нас є остаточна теорія. Завжди знайдеться місце для сюрпризів, як знову і знову показує історія фізики… Можливо, Гокінг повинен залишити Бога в спокої».
Фізик Пітер Войт з Колумбійського університету погоджується з необхідністю повністю виключати Бога з фізики й відзначає, що твердження про непотрібність Бога гарантовано принесе книзі чималі продажі, однак запитує «якщо ви хочете вступити в битву між наукою й релігією, чому ви обрали таку сумнівну зброю, як М-теорія?»
Джон Горган у «Scientific American» критикує М-теорію і разом з нею книгу: «М-теорія існує в майже нескінченній кількості версій, які „передбачають“ майже нескінченну кількість можливих всесвітів […] Теорія, яка передбачає все, насправді не передбачає нічого […] Антропний принцип завжди здавався мені настільки дурним, що я не можу зрозуміти, чому хтось сприймає його серйозно. Це космологічна версія креаціонізму […] Гокінг каже нам, що непідтверджувана М-теорія плюс антропна тавтологія є завершенням цього пошуку. Якщо ми йому повіримо — станемо посміховиськом».
«The Economist» критикує авторів, які «кажуть, що ці дивовижні ідеї пройшли всі експериментальні перевірки, яким вони піддавалися», бо насправді перевірку пройшла лише сама квантова механіка, а не запропоновані авторами екстраполяції, а «наука, якою займаються професор Гокінг і містер Млодінов у свої найлегковажніші миті» більш подібна до філософії.
Англіканський священик і кембриджський теолог Фрейзер Воттс вважає, що аргументи Гокінга нездатні підірвати погляд на Бога як на творця Всесвіту, а єпископ Лі Рейфілд у відповідь на книгу взагалі сказав, що наука нездатна ані довести, ані спростувати існування Бога. Натомість дослідник науки й релігії Деніс Александер вважає, що «Великий замисел» спростував «бога прогалин, використовуваного для заповнення прогалин у наших наукових знаннях», але не Бога-творця авраамічних релігій.
Британська науковиця Сьюзен Грінфілд в інтерв'ю BBC Radio сказала про авторів книги, що «коли вони досить-таки по-талібанськи припускають, що знають усі відповіді, я почуваюся незручно».